# 197 (число)
Вижте пояснителната страница за други значения на 197.
197 (сто деветдесет и седем) е просто, естествено, цяло число, следващо 196 и предхождащо 198.
Сто деветдесет и седем с арабски цифри се записва „197“, а с римски цифри – „CXCVII“. 197 е на 45-о място в реда на простите числа (след 193 и преди 199). Числото 197 е съставено от три цифри от позиционните бройни системи – 1 (едно), 9 (девет), 7 (седем).

## Общи сведения
- 197 е нечетно число.
- 197-ият ден от годината е 16 юли.
- 197 е година от Новата ера.